# Шестаков, Афанасий Федотович
Афанасий Федотович (или Иванович) Шестаков (1677, Якутский уезд — 14 марта 1730) — якутский казачий голова (полковник), мореплаватель, исследователь Охотского моря.
Из казачьей семьи. Службу начал рядовым, к середине 1710-х гг. — дворянин по якутскому списку, к 1721 — дворянин по московскому списку. Составил карту Северо-Восточной Сибири и Курильских островов (ок. 1724). Карта заинтересовала Адмиралтейств-коллегию. По указу Сената А. Шестакова назначили главным командиром Северо-Восточного края.
В 1725 году отправился в Петербург и предложил правительству организовать экспедицию по освоению новых земель и островов на северо-востоке Азии.
В Охотск он прибыл с командой из 400 казаков в 1729 году. Осенью того же года морем перешёл в Тауйскую губу, в конце ноября выступил на северо-восток, продвигаясь по южным склонам Колымского нагорья. А. Шестаков собирал ясак с ещё не попавших «под царскую руку» коряков и брал заложников. Зимовал отряд Шестакова неподалёку от устья Гижиги. По неизведанным местам исследователь прошёл более 1000 км. В марте 1730 близ устья Пенжины погиб в бою при Егаче с чукчами.
Именем Шестакова названы бухта, мыс в Тауйской губе.

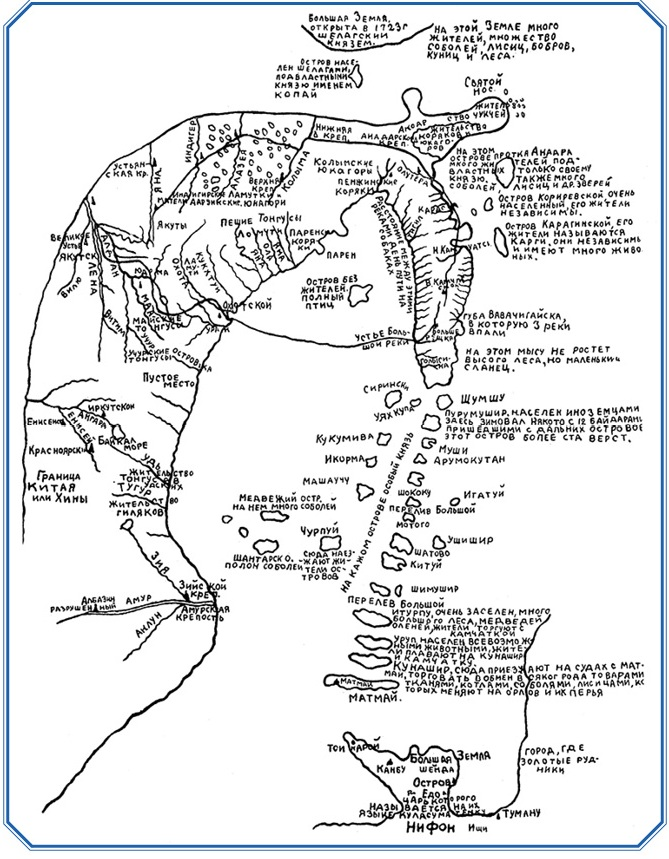
Карта Дальнего Востока, составленная по распоряжению Шестакова

Карта Тихоокеанского побережья Дальнего Востока Афанасия Шестакова была издана в 1726 году во Франции.